# 灵空山圣寿寺
灵空山圣寿寺，位于山西省长治市沁源县灵空山镇第一川村。
灵空山圣寿寺始建于唐代，包括由西向东的五处院落，分别为罗汉院、窑楼院、中院、关公院、僧房院。中院正殿面宽五间，进深五椽，硬山琉璃瓦顶。钟、鼓楼楹联分别为：“山鸟不知名利客，野花犹献庙堂香”、“峰影不随流水去，鹤声犹带夕阳飞”。
现存明正德九年（1514年）圣寿寺碑和万历三年（1575年）重修灵空山圣寿寺碑。
2013年3月5日，灵空山圣寿寺公布为第七批全国重点文物保护单位。